# S/2007 S 3
S/2007 S 3 és un satèl·lit natural de Saturn. Scott S. Sheppard, David C. Jewitt, Jan Kleyna, i Brian G. Marsden en van anunciar el descobriment l'1 de maig de 2007 a partir d'observacions fetes entre el 18 d egener i el 19 d'abril de 2007. S/2007 S 3 va funs 5 quilòmetres de diàmetre, i orbita Saturn a una distància mitjana de 20.518.500 quilòmetres en uns 1100 dies, amb una inclinació de 177,22° respecte a l'eclíptica en direcció retrògrada. Té una excentricitat orbital de 0,130.